# Araneus nigricaudus
Araneus nigricaudus är en spindelart som beskrevs av Simon 1897. Araneus nigricaudus ingår i släktet Araneus och familjen hjulspindlar.
Artens utbredningsområde är Vietnam. Inga underarter finns listade i Catalogue of Life.